# Rozdziele (szczyt)
Rozdziele (1189 m) – mało wybitny szczyt w Gorcach, znajdujący się w długim zachodnim grzbiecie Turbacza, który poprzez Obidowiec i Maciejową ciągnie się aż do doliny Raby w Rabce-Zdroju. Rozdziele jest też zwornikiem;od jego wierzchołka odgałęzia się boczny grzbiet Solniska i Średniego Wierchu.
Na grzbiecie łączącym Rozdziele z Solniskiem oraz na stoku opadającym z Rozdziela do potoku Obidowiec znajduje się polana Rozdziele. Od nazwy tej polany utworzono nazwę szczytu. Tworzenie nazw szczytów od innych przylegających do nich terenów jest na mapach powszechnie stosowane. Nie na wszystkich jednak mapach istnieje nazwa tego szczytu.
Rozdziele porasta las świerkowo-jodłowy. Na północno-zachodnim skraju polany w zagajniku znajduje się skała na której został wykuty napis: „Przez góry, lasy i debry uciekając od świata hałasów, umiłowali ciszę tych lasów. Strycharski”, prawdopodobnie wykuty przez Ignacy Jaróga z Nowego Targu. Pod skałą tą podobno naradzali się zbójnicy przed napadem na karczmarza na Starych Wierchach i pod skałą tą podobno ukryli zrabowane skarby.
W 2015 r. oddano do użytku wiodącą przez Rozdziele trasę narciarstwa biegowego Śladami olimpijczyków z Obidowej na Turbacz.
Przez Rozdziele przebiega granica Gorczańskiego Parku Narodowego (należą do niego stoki północno-wschodnie) oraz granica między miejscowością Poręba Wielka w powiecie limanowskim i Obidową w powiecie nowotarskim.

## Szlaki turystyczne
Główny Szlak Beskidzki, odcinek: Rabka-Zdrój – Tatarów – Maciejowa – Przysłop – Wierchowa – Bardo – Pośrednie – Schronisko PTTK na Starych Wierchach – Pudziska – Obidowiec – Rozdziele – Turbacz. Odległość 16,7 km, suma podejść 970 m, suma zejść 220 m, czas przejścia 5 godz. 35 min, z powrotem 4 godz. 50 min.
 trasa narciarska: Obidowa (leśniczówka) – dolina Lepietnicy – Podsolnisko – Nad Papiernią – Mała Polana – Nalewajki – Spalone – Gorzec – Średni Wierch – Kałużna – Solnisko – Rozdziele – Turbacz

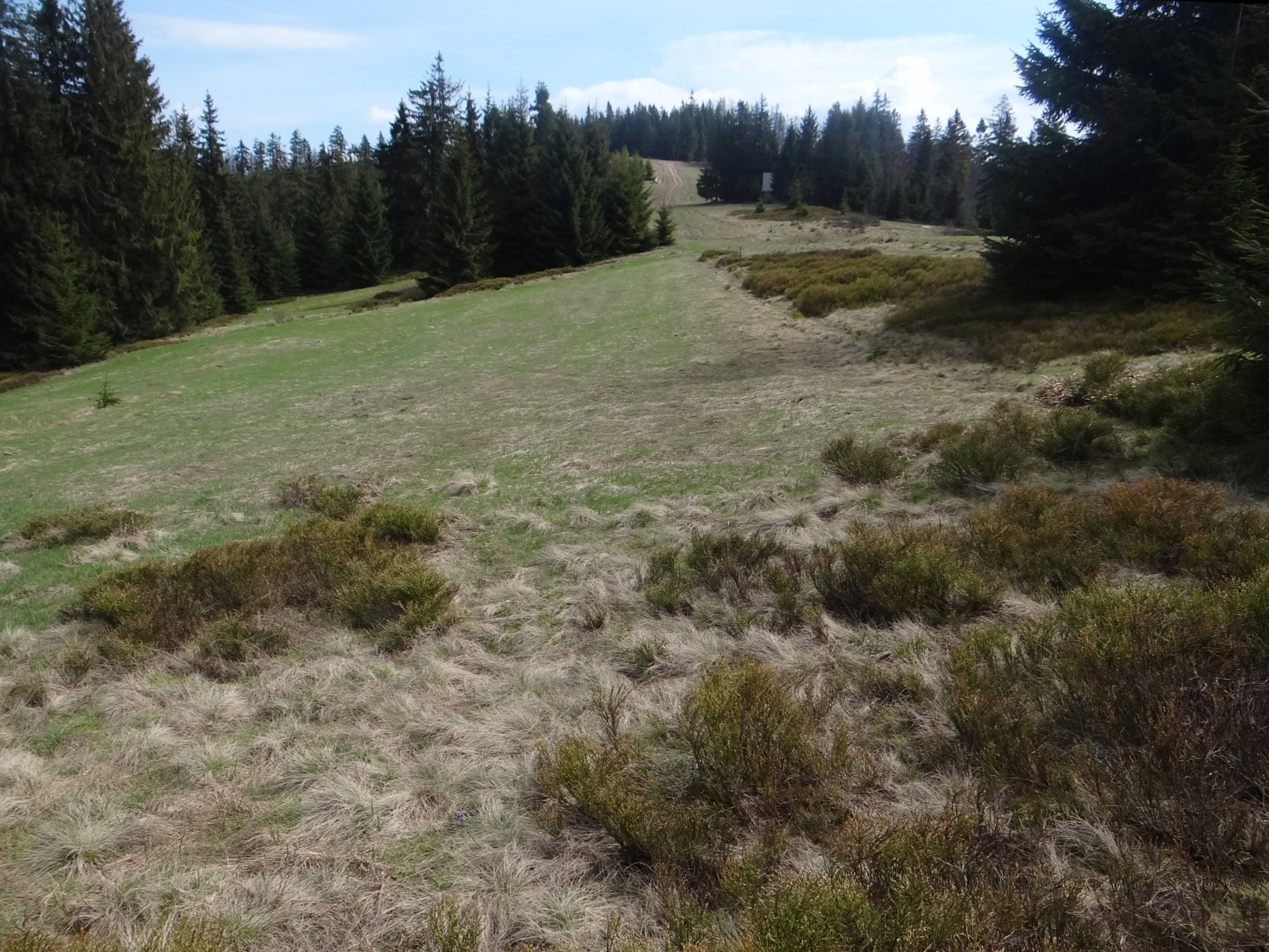
Polana Rozdziele